# Tacoronte

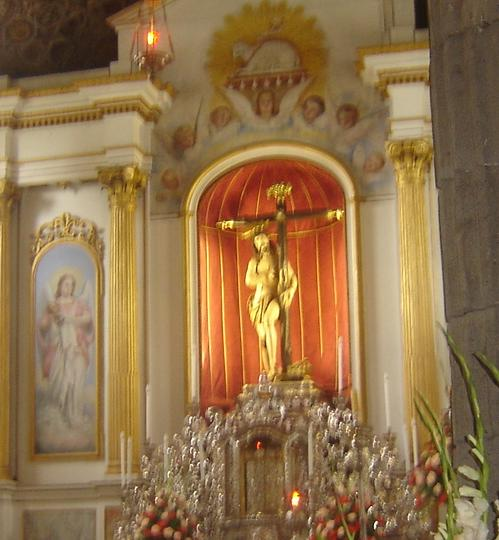
Il Cristo di Tacoronte

Tacoronte è un comune spagnolo di 20 295 abitanti situato nella comunità autonoma delle Canarie.
Questa città ospita il Santuario del Santísimo Cristo de Tacoronte, dove si trova la statua del Cristo di Tacoronte, molto venerata in tutto l'arcipelago.